# Croix dans la montagne
 (mars 2016).
Si vous disposez d'ouvrages ou d'articles de référence ou si vous connaissez des sites web de qualité traitant du thème abordé ici, merci de compléter l'article en donnant les références utiles à sa vérifiabilité et en les liant à la section « Notes et références ».
Pour le tableau de 1808, voir Le Retable de Tetschen.
Croix dans la montagne (en allemand Kreuz im Gebirge) est une  huile sur toile de Caspar David Friedrich peinte en 1822. Il représente une croix sur une montagne. C'est une croix protestante car Friedrich était protestant[réf. souhaitée]. Ce tableau est aujourd'hui conservé au musée du château de Friedenstein à Gotha.
Friedrich a peint en 1808 une autre œuvre intitulée Kreuz im Gebirge, également connue sous le nom de Tetschener Altar, en français Le Retable de Tetschen.